# Esme Howard

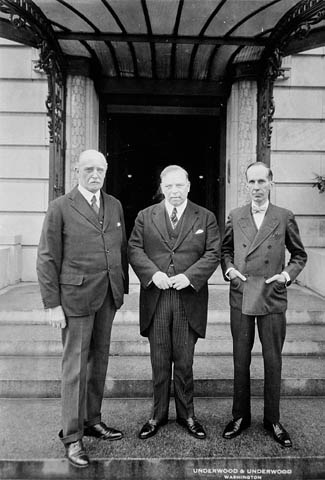
Od lewej: Esme Howard, William Lyon Mackenzie King i Vincent Massey.

Sir Esme Howard (ur. 15 września 1863, zm. 1 sierpnia 1939) – brytyjski dyplomata, członek Komisji Międzysojuszniczej dla Polski Josepha Noulensa w czasie wojny polsko-ukraińskiej, w latach 1924–1930 ambasador brytyjski w USA.